# Marocké královské námořnictvo
Marocké královské námořnictvo je součástí marockých královských ozbrojených sil.

## Složení

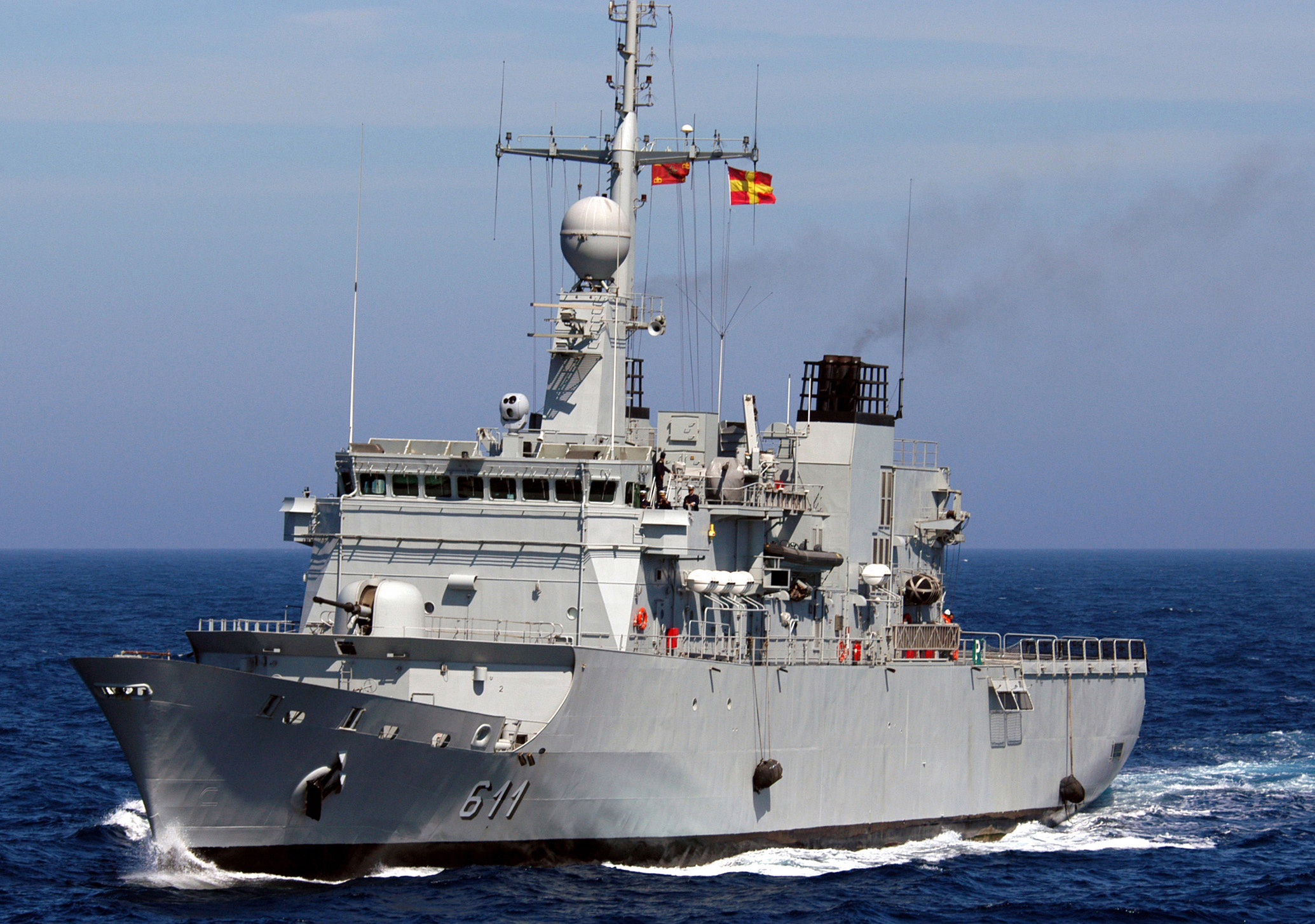
Mohammed V (611)

### Fregaty
- Třída FREMM
  - Mohammed VI (701)

- Třída Tarik Ben Ziyad (Sigma 10513)
  - Tarik Ben Ziyad (613)

- Třída Sultan Moulay Ismail (Sigma 9813)
  - Sultan Moulay Ismail (614)
  - Allal Ben Abdellah (615)

- Třída Floréal
  - Mohammed V (611)
  - Hassan II (612)

### Korvety
- Třída Descubierta

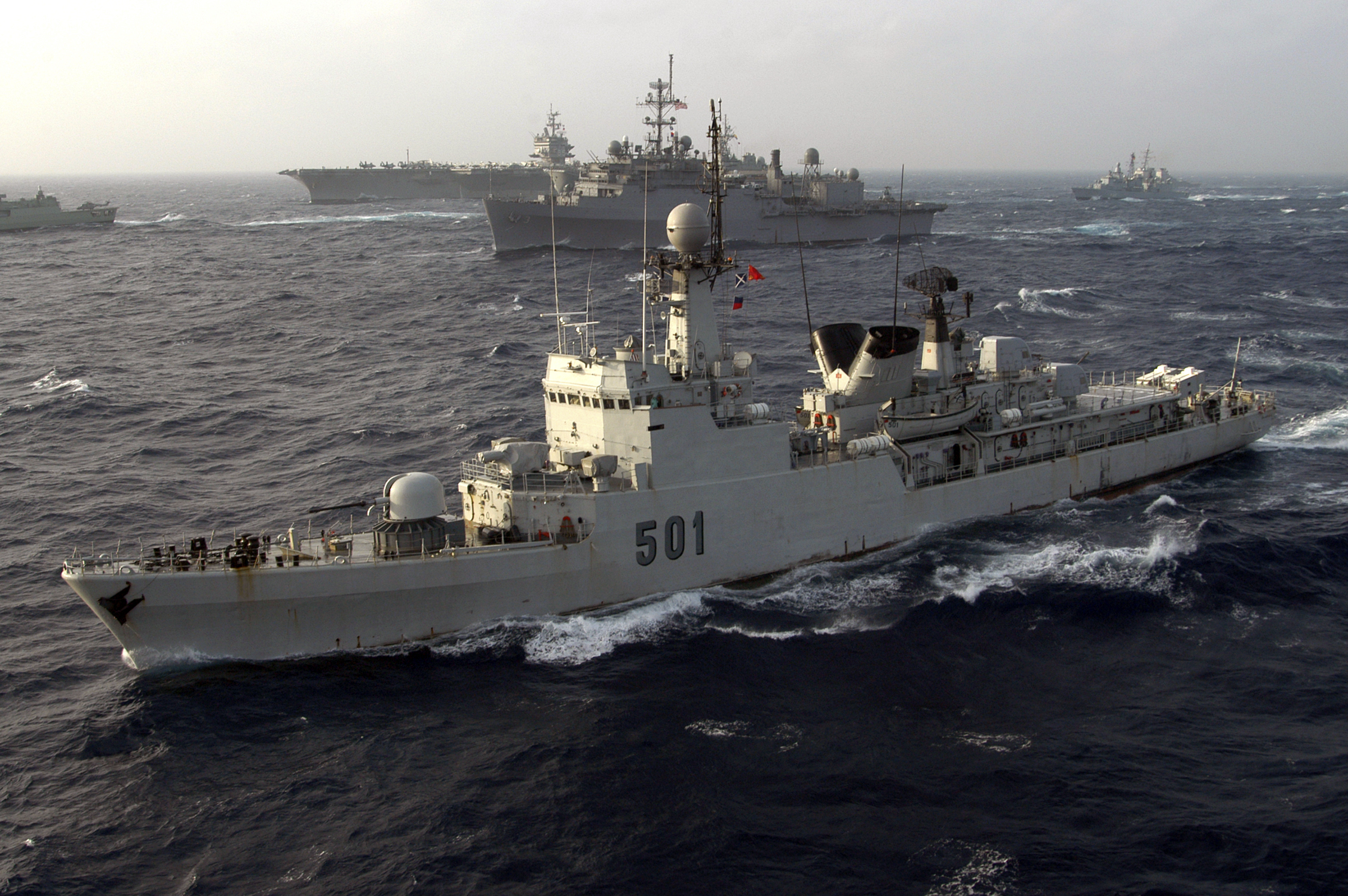
Lieutenant Colonel Errhamani (501)

  - Lieutenant Colonel Errhamani (501)

### Hlídkové lodě
- Třída Bir Anzarane (OPV-70)
  - Bir Anzarane (341)

- Třída Raïs Bargach (OPV-64)
  - Raïs Bargach (318)
  - Raïs Britel (319)
  - Raïs Charkaoui (320)
  - Raïs Maaninou (321)
  - Raïs Al Mounastiri (322)

- Třída Osprey 55
  - El Lahiq (308)
  - El Tawfiq (309)
  - El Hamiss (316)
  - El Karib (317)

- Třída Lazaga
  - El Khattabi (304)
  - Commandant Boutouba (305)
  - Commandant El Harty (306)
  - Commandant Azouggarh (307)

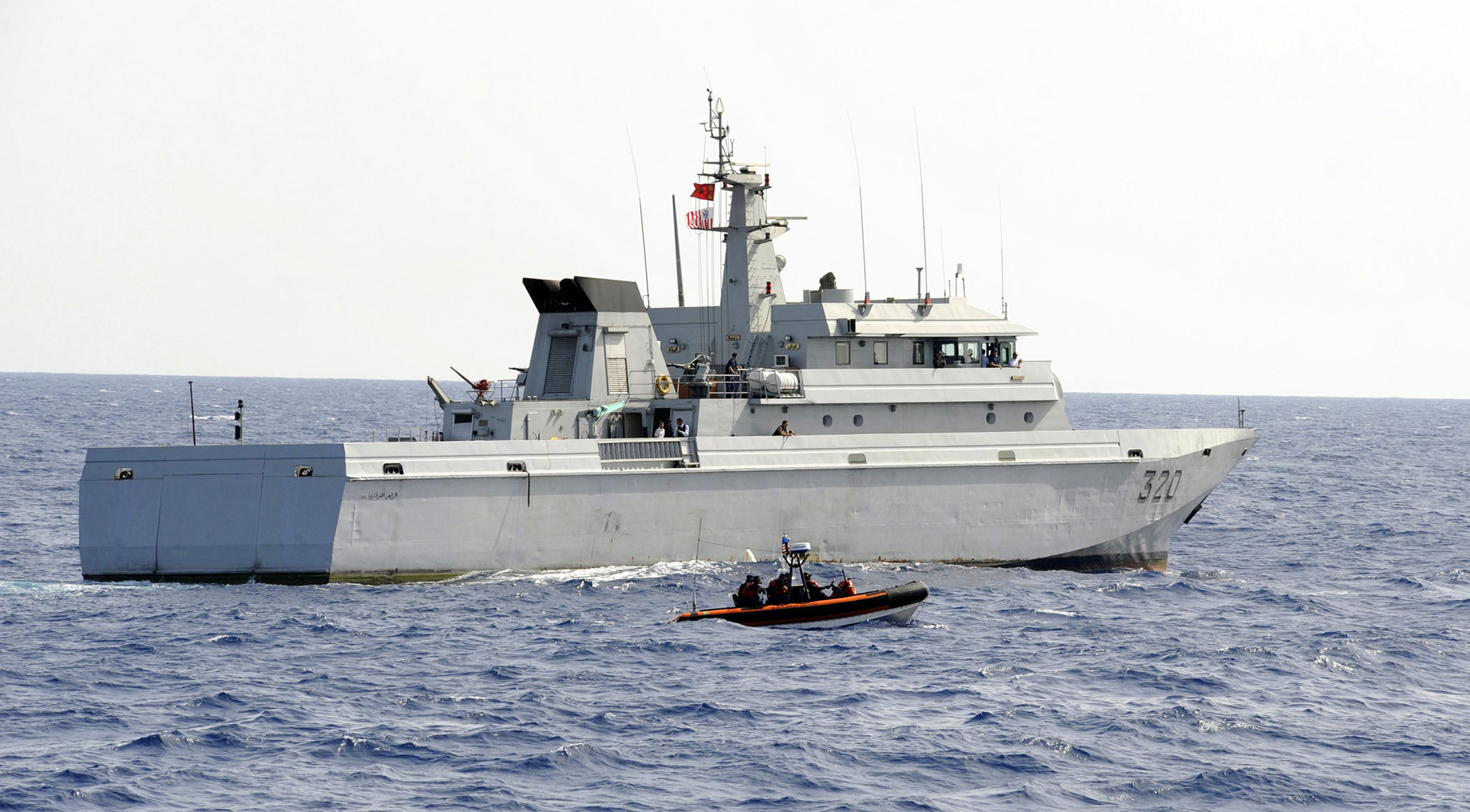
Raïs Charkaoui (320)

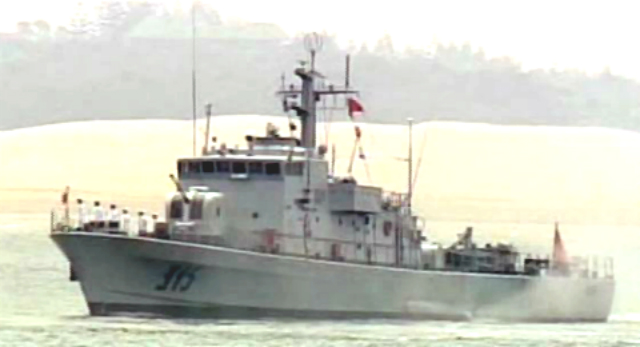
El Bachir (315)

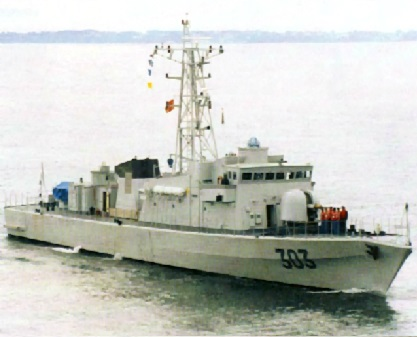
Triki (303)

- Třída Lieutenant De Vaisseau Rabhi (Vigilance)
  - Lieutenant De Vaisseau Rabhi (310)
  - Errachiq (311)
  - El Akid (312)
  - El Maher (313)
  - El Majid (314)
  - El Bachir (315)

- Třída Okba (PR-72M)
  - Okba (302)
  - Triki (303)

- Třída El Wacil (6–10 ks)

### Výsadkové lodě
- Sidi Ifni (409) – tanková výsadková loď

- Třída Newport – tanková výsadková loď
  - Sidi Mohammed Ben Abdallah (407)

- Třída Champlain
  - Daoud Ben Aicha (402)
  - Ahmed Es Skkali (403)
  - Abou Abdallah El Ayachi (404)

### Pomocné lodě
- Dar al Beida (804) – víceúčelová hydrografická loď

## Plánované akvizice
- V lednu 2021 u loděnice Navantia objednána oceánská hlídková loď typu Avante 1800. Kýl založen v září 2024.[1] Spuštěna 27. května 2025. Má trupové číslo 502.[2]